# Ayaka Ōhashi
Ayaka Ōhashi (大橋 彩香, Ōhashi Ayaka, nascida em 13 de setembro de 1994) é uma dubladora e cantora japonesa de Tóquio. Ela é afiliada à agência de talentos HoriPro International.  Como cantora, ela está sob contrato com a Lantis. Originalmente uma atriz mirim, ela apareceu em muitos comerciais, dramas, programas da NHK Educational TV e produções teatrais. Após participar de uma audição patrocinada pela Horipro, ela interpretou seu primeiro papel principal como Fleur Blanc no anime Eureka Seven: AO em 2012.
Ela é conhecida por seus papéis como Ran Shibuki em Aikatsu!, Sāya Yamabuki em BanG Dream! e Uzuki Shimamura em The Idolmaster Cinderella Girls; como Sāya, ela é membro da banda Poppin'Party como sua baterista. Ela também interpretou músicas tema para animes como Masamune-kun's Revenge e Knight's & Magic.

## Biografia
Ōhashi nasceu em Urawa, Saitama, em 13 de setembro de 1994, e mudou-se para Tóquio quando tinha cinco anos. Lá, ela se juntou a uma companhia de teatro e apareceu em vários comerciais de televisão, dramas, programas da NHK Educational TV e produções teatrais. Ela foi inspirada a se tornar uma dubladora depois de receber aulas de dublagem em sua companhia de teatro.
Em 2011, ela participou da 36ª Campanha de Seleção de Talentos da Horipro, onde permaneceu como finalista e ingressou na agência de talentos Horipro. Ela fez sua estreia como dubladora em 2012, interpretando um personagem secundário em Amagami SS+ plus. Em abril do mesmo ano, foi escalada como Fleur Blanc em Eureka Seven: AO, tornando-se assim seu primeiro papel principal. Mais tarde, no mesmo ano, foi escalada como Uzuki Shimamura no jogo para celular The Idolmaster Cinderella Girls, tornando-se seu segundo papel principal. Ela mais tarde reprisou o papel em vários outros meios, incluindo a adaptação para anime. Desde então, ela apareceu em muitos eventos teatrais e programas de rádio.
Em 2014, ela fez sua estreia oficial como cantora pela Lantis ao interpretar a música tema de abertura de Sabagebu! -Survival Game Club!-, intitulada "YES!!", na qual também dublou a personagem principal, Momoka Sonokawa. No mesmo ano, ela deu voz à personagem Kurome em Akame ga Kill!. Seu primeiro álbum ~Kidō ~Start Up! (起動~Start Up!) foi lançado em 18 de maio de 2016; o álbum alcançou o décimo quarto lugar nas paradas semanais da Oricon.
Em 2015, ela foi escalada para interpretar Sāya Yamabuki, uma personagem baterista da banda Poppin'Party, na franquia multimídia BanG Dream! da Bushiroad. Ela afirmou que, embora tivesse habilidade de bateria antes de ingressar na franquia, nunca havia tocado publicamente.
Em 2017, ela interpretou a personagem Aki Adagaki em Masamune-kun's Revenge, onde também performou a música tema de abertura. Mais tarde, no mesmo ano, foi escalada como Adeltroot Alter em Knight's & Magic; também performou a música tema de encerramento da série. No ano seguinte, foi escalada como Vodka na franquia multimídia Uma Musume Pretty Derby da Cygames.
Em fevereiro de 2020, o Anime Frontier anunciou que Ōhashi faria seu primeiro concerto nos EUA em 8 de maio em Fort Worth, Texas, mas o evento foi cancelado devido à pandemia de COVID-19.